# Boon Point
Boon Point är en udde i Antigua och Barbuda.   Den ligger i parishen Parish of Saint John, i den norra delen av landet, 6 kilometer norr om huvudstaden Saint John's. Boon Point ligger på ön Antigua.
Terrängen inåt land är platt. Havet är nära Boon Point åt nordväst. Närmaste större samhälle är Saint John's, 5,6 kilometer söder om Boon Point. 